# 仙台エアカーゴターミナル
仙台エアカーゴターミナル株式会社（せんだいエアカーゴターミナルかぶしきがいしゃ、英称 : SENDAI AIR CARGO TERMINAL CO., LTD.）は、かつて存在した仙台空港の航空貨物の取扱及び施設の運営・管理を行っていた第三セクター企業である。宮城県名取市に本社を置いていた。

## 概要
仙台空港ターミナルビル西の近隣に位置する。仙台空港の航空貨物取扱施設の整備、運営体制の確立、航空による物流拠点の形成を目的に、宮城県が中心となって設立した。仙台空港民営化に伴い、2016年2月に民間企業である仙台国際空港株式会社の完全子会社となり、同年6月に同社に吸収合併され解散した。

## 主な施設
- 国際貨物棟
- 航空会社貨物棟 - JALカーゴ・ANAカーゴが入居し、運営する。
- 国内貨物代理店棟
- テント倉庫
- 燻蒸庫
- 冷凍・冷蔵庫

## 沿革
- 1993年
  - 4月14日 - 設立。
  - 9月 - 国内貨物施設、供用開始。
  - 12月 - 国際貨物施設、供用開始。
- 1999年11月 - 航空会社貨物棟・国内貨物代理店棟、供用開始。
- 2000年7月 - 国際貨物棟、供用開始。
- 2011年
  - 3月11日 - 東日本大震災発生。津波により流れてきた自動車から引火し、延焼。国際貨物棟が焼失。
  - 4月 - 業務再開。
  - 7月 - 航空会社棟・国内貨物代理店棟、復旧。
  - 9月 - 国際貨物棟、解体[3]。
- 2013年5月 - 新・国際貨物棟、再建に伴い完全復旧。
- 2016年
  - 2月1日 - 仙台国際空港株式会社の完全子会社となる。
  - 6月1日 - 仙台国際空港株式会社に吸収合併され解散。